# Czech Hockey Games
Die Czech Hockey Games (frühere Bezeichnungen Česká Pojišťovna Cup, Pragobanka Cup, Pragobanka Tour) sind ein jährlich seit 1994 in Tschechien stattfindendes Eishockey-Vierländerturnier, an welchem gewöhnlicherweise die Nationalmannschaften aus Schweden, Finnland, Russland und Tschechien teilnehmen. Das Turnier wird seit 1997 im Rahmen der ebenfalls jährlich stattfindenden Euro Hockey Tour ausgerichtet. Zur EHT gehören auch der Channel One Cup in Moskau, der Karjala Cup in Finnland und die Sweden Hockey Games in Schweden.
Bis 2003 wurde das Turnier in Zlín im Zimní stadion Luďka Čajky ausgetragen. Danach zog es zunächst in die ČEZ Aréna nach Pardubice, bevor das Turnier ab 2005 in der Tipsport Arena Liberec stattfand. Das Turnier der Saison 2009/10 wurde in der neu erbauten KV Arena in Karlsbad ausgetragen.
Bis zur Saison 2006/07 fand das Turnier im August oder September statt, danach wurde es am Saisonende, im April, ausgetragen. Daher fand 2007 kein Turnier statt. In der Saison 2009/10 wurde der Spieltermin aufgrund der Olympischen Winterspiele wieder auf August–September festgelegt, daher fand 2010 abermals kein Turnier statt. Zwischen 2011 und 2013 fand der Wettbewerb wieder im Frühjahr statt. In der olympischen Saison 2013/14 wurde das Turnier erneut an den Saisonbeginn verschoben. Anschließend fand bis 2017 keine Austragung mehr statt, da die Struktur der Euro Hockey Tour verändert wurde. Seit 2017 wird das Turnier von Carlson Oil gesponsert und am Saisonende, kurz vor Beginn der Eishockey-Weltmeisterschaft, ausgetragen.

## Sponsoring
- 1994–1997 Pragobanka Cup
- 1998–2007 Česká pojišťovna Cup
- 2008–2011 Czech Hockey Games
- 2012–2013 KAJOTbet Hockey Games
- seit 2017 Carlson Hockey Games

## Titelträger und Platzierungen
| Veranstaltung               | Jahr                                                 | Goldmedaille                                         | Silbermedaille                                       | Bronzemedaille                                       | 4.         |
| --------------------------- | ---------------------------------------------------- | ---------------------------------------------------- | ---------------------------------------------------- | ---------------------------------------------------- | ---------- |
| Logo der Czech Hockey Games | 2019                                                 | Finnland                                             | Schweden                                             | Russland                                             | Tschechien |
| Logo der Czech Hockey Games | 2018                                                 | Tschechien                                           | Finnland                                             | Schweden                                             | Russland   |
| Logo der Czech Hockey Games | 2017                                                 | Tschechien                                           | Finnland                                             | Russland                                             | Schweden   |
|                             | 2014–2016                                            | keine Austragung                                     | keine Austragung                                     | keine Austragung                                     |            |
|                             | 2013 (Aug.)                                          | Finnland                                             | Russland                                             | Schweden                                             | Tschechien |
| 2013 (Apr.)                 | Schweden                                             | Russland                                             | Tschechien                                           | Finnland                                             |            |
| 2012                        | Finnland                                             | Tschechien                                           | Russland                                             | Schweden                                             |            |
| Logo der Czech Hockey Games | 2011                                                 | Tschechien                                           | Russland                                             | Finnland                                             | Schweden   |
| Logo der Czech Hockey Games | 2009 (Sept.)                                         | Tschechien                                           | Russland                                             | Finnland                                             | Schweden   |
| Logo der Czech Hockey Games | 2009 (Apr.)                                          | Russland                                             | Tschechien                                           | Finnland                                             | Schweden   |
|                             | 2008                                                 | Russland                                             | Tschechien                                           | Finnland                                             | Schweden   |
| 2007                        | keine Austragung                                     | keine Austragung                                     | keine Austragung                                     |                                                      |            |
| 2006                        | Russland                                             | Finnland                                             | Schweden                                             | Tschechien                                           |            |
| 2005                        | Schweden                                             | Russland                                             | Tschechien                                           | Finnland                                             |            |
| 2004                        | Wegen des World Cup of Hockey 2004 nicht ausgetragen | Wegen des World Cup of Hockey 2004 nicht ausgetragen | Wegen des World Cup of Hockey 2004 nicht ausgetragen | Wegen des World Cup of Hockey 2004 nicht ausgetragen |            |
| 2003                        | Finnland                                             | Schweden                                             | Russland                                             | Tschechien                                           |            |
| 2002                        | Russland                                             | Tschechien                                           | Schweden                                             | Finnland                                             |            |
| 2001                        | Finnland                                             | Russland                                             | Schweden                                             | Tschechien                                           |            |
| 2000                        | Finnland                                             | Schweden                                             | Tschechien                                           | Russland                                             |            |
| 1999                        | Tschechien                                           | Finnland                                             | Schweden                                             | Russland                                             |            |
| 1998                        | Schweden                                             | Finnland                                             | Tschechien                                           | Russland                                             |            |
| Pragobanka Tour             | 1997                                                 | Tschechien                                           | Finnland                                             | Russland                                             | Schweden   |
| Pragobanka Tour             | 1996                                                 | Finnland                                             | Schweden                                             | Tschechien                                           | –          |
| Pragobanka Cup              | 1995                                                 | Tschechien                                           | Schweden                                             | Slowakei                                             | Russland   |
| Pragobanka Cup              | 1994                                                 | Tschechien                                           | Russland                                             | Schweden                                             | Slowakei   |

## Medaillenspiegel
| Medaillenspiegel Stand 2019 | Medaillenspiegel Stand 2019 | Medaillenspiegel Stand 2019 | Medaillenspiegel Stand 2019 | Medaillenspiegel Stand 2019 |
| --------------------------- | --------------------------- | --------------------------- | --------------------------- | --------------------------- |
| Mannschaft                  |                             |                             |                             | Gesamt                      |
| Tschechien                  | 8                           | 4                           | 5                           | 17                          |
| Finnland                    | 7                           | 6                           | 4                           | 17                          |
| Russland                    | 4                           | 7                           | 5                           | 16                          |
| Schweden                    | 3                           | 5                           | 7                           | 15                          |
| Slowakei                    | –                           | –                           | 1                           | 1                           |